# Helicopis beaulieui
Helicopis beaulieui är en fjärilsart som beskrevs av Le Moult 1939. Helicopis beaulieui ingår i släktet Helicopis och familjen Riodinidae. Inga underarter finns listade i Catalogue of Life.